# Западная хоккейная лига
За́падная хокке́йная ли́га (англ. Western Hockey League (WHL)) — одна из трёх основных юниорских хоккейных лиг, которые образуют Канадскую хоккейную лигу. Победитель лиги награждается Кубком Эда Чиновета и получает право сразиться за Мемориальный кубок с победителями.
WHL была основана в 1966 году хоккейным функционером Биллом Хантером. Поначалу лига не признавалась Ассоциацией хоккея Канады, однако уже в 1970 году официально вошла в число трёх лиг высшего уровня юниорского хоккея, а в 1972 году впервые чемпион WHL сразился за Мемориальный кубок.
Сегодня в WHL играют 22 команды, разделённые на две конференции, каждая из которых состоит из двух дивизионов. В Восточную конференцию входят 11 команд из канадских провинций Манитоба, Саскачеван и Альберта. В Западной конференции числятся 11 клубов из канадской провинции Британская Колумбия и американских штатов Вашингтон и Орегон.

## История
Была основана в 1966 семью командами из Саскачевана и Альберты: «Калгари Баффалос», «Эдмонтон Ойл Кингз», «Эстеван Брюинз», «Мус-Джо Кэнакс», «Реджайна Пэтс», «Саскатун Блейдз» и «Уэйбёрн Ред Уингз». Основателем лиги был Билл Хантер. Первое десятилетие лига постоянно расширялась. В 1967—1978 в лиге играл клуб «Флин-Флон Бомберс», возглавляемый будущей звездой НХЛ Бобби Кларком. В 1980-е годы произошло несколько скандалов с участием клубов лиги.

### Руководители лиги
- Франк Буше (комиссионер) — 1966–1968
- Рон Бютлен (президент) — 1968–1971
- Джим Пигготт (президент) и Том Фишер (исполнительный секретарь) — 1971–1972
- Дел Уилсон (президент) и Том Фишер (исполнительный секретарь) — 1972–1973
- Эд Чиновет (президент) — 1973–1979
- Дэвид Десент (президент) — 1979–1980. Ушёл в отставку 3 марта, остаток сезона лигой руководил Совет управляющих
- Эд Чиновет (президент) — 1980–1995
- Дев Дле (комиссионер) — 1995–2000
- Рон Робисон (комиссионер) — 2000–н.в.

## Участники
Клубы, которые примут участие в сезоне 2023/2024:
| Дивизион              | Команда               | Город                 | Арена (вместимость)                   | Основан               | в WHL                 |
| Восточная конференция | Восточная конференция | Восточная конференция | Восточная конференция                 | Восточная конференция | Восточная конференция |
| --------------------- | --------------------- | --------------------- | ------------------------------------- | --------------------- | --------------------- |
| Восточный             | Брандон Уит Кингз     | Брандон               | Keystone Centre (5 102)               | 1936                  | 1967                  |
| Восточный             | Мус-Джо Уорриорз      | Мус-Джо               | Mosaic Place (4 414)                  | 1984                  | 1984                  |
| Восточный             | Принс-Альберт Рейдерз | Принс-Альберт         | Art Hauser Centre (3 366)             | 1971                  | 1982                  |
| Восточный             | Реджайна Пэтс         | Реджайна              | Brandt Centre (6 000)                 | 1917                  | 1966                  |
| Восточный             | Саскатун Блейдз       | Саскатун              | SaskTel Centre (15 100)               | 1964                  | 1966                  |
| Центральный           | Калгари Хитмен        | Калгари               | Scotiabank Saddledome (19 289)        | 1995                  | 1995                  |
| Центральный           | Летбридж Харрикейнз   | Летбридж              | ENMAX Centre (5 479)                  | 1987                  | 1987                  |
| Центральный           | Медисин-Хат Тайгерс   | Медисин-Хат           | Co-op Place (7 100)                   | 1970                  | 1970                  |
| Центральный           | Ред-Дир Ребелз        | Ред-Дир               | Peavey Mart Centrium (7 111)          | 1992                  | 1992                  |
| Центральный           | Свифт-Каррент Бронкос | Свифт-Каррент         | Credit Union iPlex (3 239)            | 1967                  | 1967                  |
| Центральный           | Эдмонтон Ойл Кингз    | Эдмонтон              | Rogers Place (18 347)                 | 2006                  | 2006                  |
| Западная конференция  |                       |                       |                                       |                       |                       |
| Британской Колумбии   | Ванкувер Джайэнтз     | Ванкувер              | Langley Events Centre (5 276)         | 2001                  | 2001                  |
| Британской Колумбии   | Виктория Ройялс       | Виктория              | Save-On-Foods Memorial Centre (7 006) | 2011                  | 2011                  |
| Британской Колумбии   | Камлупс Блэйзерс      | Камлупс               | Sandman Centre (5 464)                | 1981                  | 1981                  |
| Британской Колумбии   | Келоуна Рокетс        | Келоуна               | Prospera Place (6 286)                | 1991                  | 1991                  |
| Британской Колумбии   | Принс-Джордж Кугэрз   | Принс-Джордж          | CN Centre (5 971)                     | 1994                  | 1994                  |
| Соединённых Штатов    | Портленд Уинтерхокс   | Портленд              | Veterans Memorial Coliseum (12 888)   | 1976                  | 1976                  |
| Соединённых Штатов    | Сиэтл Тандербёрдз     | Сиэтл                 | accesso ShoWare Center (7 141)        | 1977                  | 1977                  |
| Соединённых Штатов    | Спокан Чифс           | Спокан                | Spokane Arena (10 366)                | 1985                  | 1985                  |
| Соединённых Штатов    | Трай-Сити Американс   | Кенневик              | Toyota Center (5 694)                 | 1988                  | 1988                  |
| Соединённых Штатов    | Уэнатчи Уайлд         | Уэнатчи               | Town Toyota Center (4 300)            | 1996                  | 2023                  |
| Соединённых Штатов    | Эверетт Силвертипз    | Эверетт               | Angel of the Winds Arena (8 149)      | 2003                  | 2003                  |

## История франшиз
- Калгари Баффалос (1966–67) → Калгари Сентениалс (1967–77) → Биллингс Бигхорнс (1977–82) → Нанаймо Айлендерс (1982–83) → Нью-Уэстминстер Брюинз (1983–88) → Трай-Сити Американс (1988–н.в.)
- Эдмонтон Ойл Кингз (1966–76) → Портленд Уинтерхокс (1976–present)
- Эстеван Брюинз (1966–71) → Нью-Уэстминстер Брюинз (1971–81) → Камлупс Джуниор Ойлерз (1981–84) → Камлупс Блэйзерс (1984–н.в.)
- Мус-Джо Кэнакс (1966–68)
- Реджайна Пэтс (1966–68, 1970–н.в.)
- Саскатун Блейдз (1966–н.в.)
- Уэйбёрн Ред Уингз (1966–68)
- Брандон Уит Кингз (1967–н.в.)
- Флин-Флон Бомберс (1967–78) → Эдмонтон Ойл Кингз (1978–79) → Грейт-Фоллс Американз (1979–80) → Спокан Флайерз (1980–82)
- Свифт-Каррент Бронкос (1967–74) → Летбридж Бронкос (1974–86) → Свифт-Каррент Бронкос (1986–н.в.)
- Виннипег Джетс (1967–73) → Виннипег Клабз (1973–76) → Виннипег Монаркс (1976–77) → Калгари Ранглерз (1977–87) → Летбридж Харрикейнз (1987–н.в.)
- Медисин-Хат Тайгерс (1970–н.в.)
- Ванкувер Натс (1971–73) → Камлупс Чифс (1973–77) → Сиэтл Брейкерс (1977–85) → Сиэтл Тандербёрдз (1985–н.в.)
- Виктория Кугэрз (1971–94) → Принс-Джордж Кугэрз (1994–н.в.)
- Виннипег Уорриорз (1980–84) → Мус-Джо Уорриорз (1984–н.в.)
- Келоуна Уингз (1982–85) → Спокан Чифс (1985–н.в.)
- Принс-Альберт Рейдерз (1982–н.в.)
- Такома Рокетс (1991–95) → Келоуна Рокетс (1995–н.в.)
- Ред-Дир Ребелз (1992–н.в.)
- Калгари Хитмен (1995–н.в.)
- Эдмонтон Айс (1996–98) → Кутеней Айс (1998–2019) → Виннипег Айс (2019–2023) → Уэнатчи Уайлд (2023-н.в.)
- Ванкувер Джайэнтз (2001–н.в.)
- Эверетт Силвертипз (2003–н.в.)
- Чилливак Брюинз (2006–11) → Виктория Ройялс (2011–н.в.)
- Эдмонтон Ойл Кингз (2007–н.в.)

## Плей-офф и Мемориальный Кубок
Победитель плей-офф Западной хоккейной лиги получает Кубком Эда Чиновета, комиссионера лиги с 1972 по 1995 год. В плей-офф выходят 16 команд, по 8 из каждой конференции, которые играют серии до четырёх побед. Затем победитель WHL вместе с чемпионами OHL и QMJHL, а также хозяином турнира состязается за Мемориальный кубок — главный трофей юниорского хоккея в Северной Америке. Хозяином проведения розыгрыша Кубка по очереди становится одна из команд каждой лиги.

## Обладатели Мемориального кубка
Команды WHL девятнадцать раз выигрывали Мемориальный кубок:
| - 2014: Эдмонтон Ойл Кингз - 2008: Спокан Чифс - 2007: Ванкувер Джайэнтз - 2004: Келоуна Рокетс - 2002: Кутеней Айс - 2001: Ред-Дир Ребелз - 1998: Портленд Уинтерхокс | - 1995: Камлупс Блэйзерс - 1994: Камлупс Блэйзерс - 1992: Камлупс Блэйзерс - 1991: Спокан Чифс - 1989: Свифт-Каррент Бронкос - 1988: Медисин-Хат Тайгерс - 1987: Медисин-Хат Тайгерс | - 1985: Принс-Альберт Рейдерз - 1983: Портленд Уинтерхокс - 1978: Нью-Уэстминстер Брюинз - 1977: Нью-Уэстминстер Брюинз - 1974: Реджайна Пэтс |

## Рекорды лиги
Индивидуальные
- Наибольшее количество голов в сезоне: 108 — Рэй Ферраро (1983/84)
- Наибольшее количество передач в сезоне: 136 — Роб Браун (1986/87)
- Наибольшее количество очков в сезоне: 212 — Роб Браун (1986/87)
- Наибольшее количество штрафных минут в сезоне: 511 — Брент Гогол (1977/78)
- Наибольшее количество очков среди новичков в сезоне: 145 — Петр Недвед (1989/90)
- Наибольшее количество очков среди защитников в сезоне: 140 — Кэм Плант (1983/84)
- Наибольшее количество хет-триков за сезон: 15 — Рэй Ферраро (1983/84)
- Наибольшее количество голов в одной игре: 7 — пять раз

Командные
- Наибольшее количество побед в сезоне: 60 — Виктория Кугарс (1980/81)
- Наибольшее количество побед в первом сезоне: 35 — Эверетт Силвертипз (2003/04)
- Наибольшее количество очков в сезоне: 125 — Брандон Уит Кингз (1978/79)
- Наибольшее количество голов в сезоне: 496 — Камлупс Блэйзерс (1986/87)
- Наименьшее количество пропущенных голов в сезоне: 125 — Келоуна Рокетс (2003/04)
- Наибольшее количество голов в большинстве в сезоне: 180 — Свифт-Каррент Бронкос (1988/89)

## Трофеи и награды
| Награда                        | Описание                                                   | Первое вручение |
| ------------------------------ | ---------------------------------------------------------- | --------------- |
| Командные                      |                                                            |                 |
| Кубок Эда Чиновета             | Чемпион WHL                                                | 1966/67         |
| Скотти Манро Мемориал Трофи    | Победитель регулярного сезона                              | 1966/67         |
| Сент-Клер Груп Трофи           | За лучшие отношения между маркетингом клуба и болельщиками | 1989/90         |
| Личные                         |                                                            |                 |
| Фоур Бронкос Мемориал Трофи    | Лучший игрок                                               | 1966/67         |
| Боб Кларк Трофи                | Лучший бомбардир                                           | 1966/67         |
| Брэд Хорнанг Трофи             | За благородство и добропорядочность на льду                | 1966/67         |
| Билл Хантер Мемориал Трофи     | Лучший защитник                                            | 1966/67         |
| Джим Пигготт Мемориал Трофи    | Лучший новичок                                             | 1966/67         |
| Дел Уилсон Трофи               | Лучший вратарь                                             | 1966/67         |
| Данк МакКаллум Мемориал Трофи  | Лучший тренер                                              | 1968/69         |
| Дэрил Кей (Док) Симэн Трофи    | За лучшее совмещение высоких показателей на льду и в учёбе | 1983/84         |
| WHL плюс/минус Эворд           | За лучший показатель «плюс/минус»                          | 1986/87         |
| WHL плей-офф MVP               | Лучший игрок плей-офф                                      | 1986/87         |
| Ллойд Сондерс Мемориал Трофи   | Лучший руководитель                                        | 1987/88         |
| Дуг Уикенхайзер Мемориал Трофи | За общественную и благотворительную деятельность           | 1992/93         |
| Аллен Пэрадайс Мемориал Трофи  | Лучший судья                                               | 1994/95         |